# Jürgen Krogmann

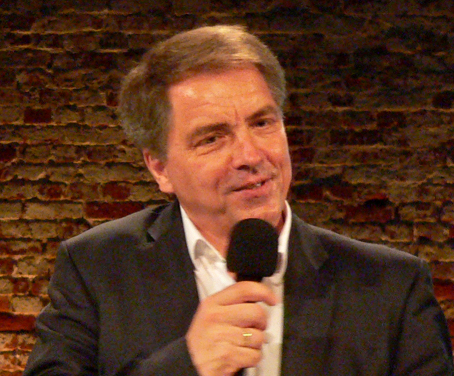
Jürgen Krogmann, 2017

Jürgen Krogmann (* 14. November 1963 in Steinfeld) ist ein deutscher Politiker (SPD). Er war von 2008 bis 2014 Abgeordneter des Niedersächsischen Landtags und ist seit dem 1. November 2014 Oberbürgermeister der Stadt Oldenburg. Seit 2024 ist er zudem Präsident des Niedersächsischen Städtetags.

## Leben
Nach dem Abitur leistete Jürgen Krogmann Zivildienst. Anschließend studierte er Geschichte, Germanistik an den Universitäten Köln und Oldenburg.
Im Jahr 1987 trat er der SPD bei und wurde in den Vorstand des SPD-Ortsvereins Oldenburg-Nord berufen.
Von 1989 bis 1993 war Krogmann als Hörfunkreporter und Moderator für den NDR in Oldenburg und Hannover tätig. Von 1993 bis 2006 war er Pressesprecher der Stadt Oldenburg und leitete zeitweise die Pressestelle. Danach war er bis zu seinem Einzug in den Landtag von Niedersachsen 2008 Leiter der Stabsstelle „Planungsinformation und Bürgerbeteiligung“ der Stadt Oldenburg.
Bei der Landtagswahl in Niedersachsen 2008 zog Krogmann über ein Direktmandat im Wahlkreis 63 Oldenburg-Nord/West in den Niedersächsischen Landtag ein. Dort war er Sprecher der SPD-Fraktion für Kommunalpolitik im Ausschuss für Inneres und Sport sowie für Häfen und Schifffahrt im Ausschuss für Wirtschaft, Arbeit und Verkehr. Bei der Landtagswahl in Niedersachsen 2013 konnte er seinen Landtagswahlkreis erneut direkt gewinnen.
Parallel dazu begann Krogmann auch sein Engagement in der Kommunalpolitik Oldenburgs zu vertiefen. 2011 wurde er zum Unterbezirksvorsitzenden der SPD Oldenburg gewählt. Bei der Kommunalwahl zog er mit dem stadtweit besten Stimmenergebnis in den Rat der Stadt Oldenburg ein, wo er unter anderem im Ausschuss für Wirtschaftsförderung und als Vorsitzender des Schulausschusses tätig war.
2014 wurde Jürgen Krogmann dann zum Oberbürgermeister von Oldenburg gewählt und war seitdem bis 2025 gleichzeitig Kulturdezernent. Nach der Oberbürgermeisterwahl legte er sein Landtagsmandat und den SPD-Parteivorsitz nieder; im Landtag rückte Luzia Moldenhauer nach, im SPD-Unterbezirk Ulf Prange. Im Jahr 2021 kandidierte er erneut als Oberbürgermeister und gewann am 26. September 2021 in einer Stichwahl mit 54 % gegen Daniel Fuhrhop. Die Wahlbeteiligung an der Stichwahl lag bei 60,29 %. Die Amtszeit begann am 1. November 2021 und endet am 31. Oktober 2026. Krogmann hat am 12. August 2025 angekündigt, bei der Oberbürgermeisterwahl 2026 nicht wieder anzutreten.
Krogmann ist verheiratet und hat drei Kinder. Er ist unter anderem Mitglied der Vereinten Dienstleistungsgewerkschaft und der Arbeiterwohlfahrt. Seit 2020 ist Krogmann Mitglied im Hauptausschuss des Deutschen Städtetags. Seit 2024 ist er Präsident des Niedersächsischen Städtetags und vertritt die Interessen der Kommunen auf Landesebene. Zudem ist er unter anderem Mitglied in den Aufsichtsgremien der EWE AG, der GSG Oldenburg und der LzO.